# Тимор
Тимор — острів в Південно-східній Азії, частина Малайського архіпелагу. Розташований на північ від Тиморського моря. Острів поділений між двома державами — незалежною країною Східним Тимором та частиною Індонезії, провінцією Східні Малі Зондські острови, яка розташована у західній частині острова.

## Географія
Загальна довжина острова 500 км, ширина 80 км, він розташований у південно-західному напрямку. Острів знаходиться на межі великого регіону Океанії. На північний захід від острова розташований острів Сулавесі, а на захід о. Сумба. Найвищою точкою острова є гора Татамаїлау у Східному Тиморі (2960 м). Тимор політично поділений на дві частини: індонезійський Західний Тимор, площею 19 000 км та населенням 2 млн. Столиця Західного Тимору — м. Купанг. Східна частина острова є територією незалежної держави Східний Тимор. До цієї держави також належить невеличкий ексклав Окусі-Амбено на північно-західному узбережжі Західного Тимору і острови Атауро і Жаку. Загальна площа Східного Тимору — 15007 км, населення 1 млн. Столиця — Ділі.

## Флора і фауна
Центральна частина Тимору вкрита невеликими горами і тропічною саваною. Низькі рівнини досягають узбережжя острова і на них сформувалися комплекси мангрових рослин. Клімат Тимора багато в чому залежить від мусонної циркуляції: під час південно-східного мусона наступає сухий сезон. Він закінчується з початком північно-західного мусону, який наступає з грудня по березень. На узбережжі острова розташовані тропічні ліси евкаліптових дерев, бамбука, сандалового дерева. У внутрішніх регіонах острова знаходяться трав'яні савани. У цих регіонах флора і фауна значно бідніша ніж на інших островах Зондської групи. На Тиморі знаходяться рідкісні види рослин та тварин, характерних для території Австралії.

## Історія
До відкриття острова європейцями у 16-му столітті дуже мало відомо про його історичне минуле. Територію острова відвідували яванські, малайські та китайські торговці, які вимінювали у місцевого населення сандалове дерево. Тут існували вождіства Двапаган і Пуні, що вели торгівлю з Китаєм та Маджапагітом. З часом низка племен острова визнало владу султанату Гова.
У пошуках сандалу до острова згодом прибули перші європейці — португальці, котрі заснували на острові (в районі Бату-Геде) колонію у 1520 р. Через століття західна частина острова потрапила у володіння Голландської Ост-Індійської компанії. Східна частина острову залишилася у володінні Португалії. Це призвело до багаторічного поділу острова на дві частини португальську і нідерландську. У 1812-1815 р. острів тимчасово потрапив під протекторат Великої Британії, однак Віденський конгрес 1815 р. повернув острів Голландії та Португалії. Правовий статус поділу острова був закріплений міжнародними договорами 1860-1893 рр. Під час Першої світової війни, незважаючи на нейтралітет Португалії, острів був окупований Японією. 
У 1950 р. з проголошенням незалежності Індонезії від Нідерландів Західний Тимор увійшов до її складу. Східний Тимор залишався у володінні Португалії до Квітневої революції 1975 р. Влітку 1975 р. Східному Тиморі спалахнула громадянська війна між прихильниками незалежності та проіндонезійськими угрупуваннями, котрі прагнули об'єднати острів з Індонезією. Попри це, 28 листопада 1975 р. була проголошена незалежна Народно-Демократична Республіка Східного Тимору. Через 9 днів після проголошення незалежності індонезійські війська окупували східну частину острова. 
Окупація Східного Тимору у 1990 році не була визнана ООН та соціалістичними країнами. У східній частині острова розгорнулася партизанська боротьба за незалежність Східного Тимору. За 25 років збройної боротьби загинуло від 5 до 12 тис. чоловік. Між частинами острова існували культурні, релігійні, мовні та етнічні відмінності, які склалися впродовж століть іноземного панування та Тиморі. Ситуація невизначеності тривала до 1998 р. коли в Індонезії припинив існування тоталітарний режим і нова влада у Джакарті погодилася провести референдум про майбутнє Східного Тимору. 30 серпня 1999 р. 78,5% жителів Східного Тимору висловилися за незалежність цієї території, однак швидко спалахнули сутички між індонезійськими військами і прихильниками незалежності. 19 жовтня 1999 р. парламент Індонезії погодився на перехід Східного Тимору під юрисдикцію ООН. За участі міжнародних спостерігачів, у тому числі з України, 12 липня 2000 р. був сформований перехідний уряд Східного Тимору.